# South Fork Fishing and Hunting Club Clubhouse
La South Fork Fishing and Hunting Club Clubhouse est un bâtiment américain à Saint Michael, dans le comté de Cambria, en Pennsylvanie. Protégée au sein du Johnstown Flood National Memorial, la bâtisse est une propriété contributrice au district historique de South Fork Fishing and Hunting Club depuis l'inscription de ce district historique au Registre national des lieux historiques le 31 juillet 1986.